# Ixora angustilimba
Ixora angustilimba är en måreväxtart som beskrevs av Elmer Drew Merrill. Ixora angustilimba ingår i släktet Ixora och familjen måreväxter. Inga underarter finns listade i Catalogue of Life.